# Emmanuelle (2024)
Emmanuelle ist ein Filmdrama von Audrey Diwan. Der Film mit Noémie Merlant in der Titelrolle und Will Sharpe und Naomi Watts in weiteren Rollen basiert auf dem gleichnamigen erotischen Roman von Emmanuelle Arsan. Emmanuelle feierte im September 2024 beim San Sebastian International Film Festival seine Premiere und kam kurz danach in die französischen Kinos.

## Handlung
Eine junge, aus Europa stammende Frau namens Emmanuelle ist als Hotelinspektorin tätig und reist durch verschiedene asiatische Länder. Zurzeit arbeitet sie im Rosefield Palace Hotel in Hongkong. Dieses wird von Margot gemanagt. Weil es Emmanuelle bei dem Job langweilig ist, stürzt sie sich in eine Reihe sexueller Abenteuer mit verschiedenen Männern und auch Frauen.

## Produktion

### Literarische Vorlage
Der Film basiert auf dem erotischen Roman Emmanuelle von Emmanuelle Arsan. Sie schrieb diesen im Jahr 1959, veröffentlicht wurde er jedoch erst 1967 in Frankreich. Vier Jahre später wurde der Roman von Mayflower Books ins Englische übersetzt und veröffentlicht. In einer deutschen Übersetzung von Henri Holz-Fay und Élaine Bacher erschien er 2012 bei Rowohlt unter dem Titel Emmanuelle oder Die Schule der Lust im Taschenbuchformat.
Der Roman erzählt von der jungen Pariserin Emmanuelle, die frisch mit einem Diplomaten verheiratet ist und mit ihm nach Bangkok zieht. In der exotisch verzauberten Welt von Thailand öffnen sich der empfindsamen Frau die Türen zu einer ihr bisher unbekannten Sinnlichkeit, und sie legt ihre Hemmungen ab und macht sich frei von Konventionen und Tabus. Die im Juni 2005 verstorbene Arsan war Französin, wurde aber in Bangkok geboren.

### Filmstab, Besetzung und Synchronisation
Regie führte Audrey Diwan, die gemeinsam mit Rebecca Zlotowski auch das auf Arsans Roman basierende Drehbuch schrieb. Sie verlegten den Schauplatz von Bangkok in ein Luxushotel in Hongkong, in dem Emmanuelle arbeitet. Sie modernisierten auch die Prämisse, indem sie Emmanuelle als Inspektorin von Luxushotels auftreten lassen. Emmanuelle ist nach Mais vous êtes fous und Das Ereignis Diwans dritter Spielfilm.
Noémie Merlant spielt in der Titelrolle Emmanuelle. Will Sharpe übernahm die männliche Hauptrolle und spielt Kei, einen japanischen Ingenieur, den sie während eines Fluges kennenlernt. Naomi Watts spielt Margot, die Managerin des Hotels. Chacha Huang ist in der Rolle der Prostituierten Zelda zu sehen, die dort ein und ausgeht. Anthony Wong spielt den Sicherheitsbeamten „The Eye“, der das Geschehen im Hotel per Überwachungskameras im Blick behält. In einer weiteren Rolle ist Jamie Campbell Bower zu sehen. Das Casting übernahm Carmen Cuba.
Die deutsche Synchronisation entstand nach einem Dialogbuch und der Dialogregie von Matthias von Stegmann im Auftrag der Studio4 GmbH in München.
| Darsteller (Sprecher) | Synchronsprecher     | Rolle                 |
| --------------------- | -------------------- | --------------------- |
| Noémie Merlant        | Gioia Osthoff        | Emmanuelle            |
| Isabella Wei          | Patricia Strasburger | Concierge             |
| Will Sharpe           | Sebastian Kempf      | Kei Shinohara         |
| Naomi Watts           | Claudia Lössl        | Margot Parson         |
| Jamie Campbell Bower  | Leonard Hohm         | Sir John              |
| Chacha Huang          | Leslie-Vanessa Lill  | Zelda                 |
| (Alexander Terentyev) | Frank Schaff         | die Stimme der Gruppe |

### Filmförderung und Dreharbeiten
Der Film erhielt vom Centre national du cinéma et de l’image animée eine Förderung in Höhe von 100.000 Euro.
Die Dreharbeiten fanden ab September 2023 in Hongkong und ab Oktober 2023 in Paris statt und wurden Mitte Dezember 2023 beendet. Als Kameramann fungierte Laurent Tangy, mit dem Diwan für die meisten ihrer früheren Filme zusammenarbeitete.

### Filmmusik, Marketing und Veröffentlichung
Die Filmmusik komponierten die Brüder Evgueni und Sacha Galperine.
Der erste Trailer wurde Anfang Juli 2024 vorgestellt. Die Premiere von Emmanuelle war am 20. September 2024 beim San Sebastian International Film Festival, wo er als Eröffnungsfilm gezeigt wurde. Der Kinostart in Frankreich war am 25. September 2024.

## Rezeption

### Kritiken
Die Kritiken fielen äußerst schlecht aus.
Júlia Olmo schreibt in ihrer Kritik für das Online-Filmmagazin Cineuropa, Emmanuelle sei ein viel intellektuellerer und politischerer Film als seine Vorgänger geworden, mit einem raffinierten, feinfühligen Stil. Von Anfang bis Ende sei der Film sehr sinnlich und suggestiv, voller Geheimnisse, mit einer Protagonistin voller Magie und Tiefe und einer klaren Inszenierung, die diesen latenten Widerspruch zwischen dem Äußeren und dem Inneren anspricht, von den Gefängnissen, die wir alle für uns selbst sind. Auch der Soundtrack trage dazu bei, der allem ein gespenstisches Gefühl und eine gewisse Intrige verleihe. Die große Stärke des Films liege aber in den Bildern, die mit sehr wenig, einem Blick, einem Ausdruck, einer Stille, einer präzisen Geste, in der Lage seien, eine Emotion, eine Empfindung, ein Gefühl, ein Verlangen einzufangen und zu vermitteln.
Yannick Bracher schreibt in seiner Kritik für outnow.ch, die Dialoge in Emmanuelle seien erstaunlich schwach und banal. Mit der einseitigen Inszenierung könne dem Film auch kaum ein feministischer Blickwinkel auf eine weibliche, vom Patriarchat befreite Sexualität zugesprochen werden. Selbst wenn sich Noémie Merlant einmal mehr hüllenlos zeigen dürfe, komme nur selten richtige Sinnlichkeit auf, da die Begegnungen zwischen ihr und ihren Sexpartnern haarsträubend an den Haaren herbeigezogen scheinen. Auch einige schöne Aufnahmen vom luxuriösen Hotel und schönen menschlichen Körpern können dies keinesfalls vergessen machen.

### Auszeichnungen
San Sebastian International Film Festival 2024
- Nominierung im Wettbewerb[17]